# Ulayya bint al-Mahdí

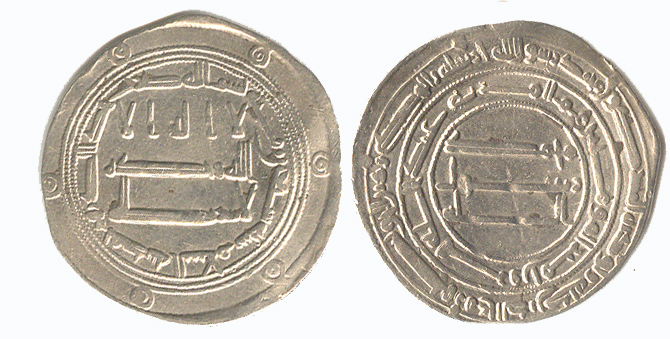
Dinar emès pel germà consanguini d'Ulayya, Harun ar-Raixid, l'any 170 després de l'hègira

Ulayya bint al-Mahdí (àrab: عُليَّة بنت المَهْدي, ʿUlayya bint al-Mahdī) (Bagdad, 777-825) fou una princesa abbàssida, coneguda pel seu notable llegat com a poeta i compositora.

## Biografia
Ulayya fou filla del tercer califa abbàssida al-Mahdí, que regnà entre els anys 775 i 785, i fou famós per promoure la poesia i la música en el seu regne. La seua mare fou una cantora anomenada Maknuna. Sembla que, com que son pare va morir quan ella era molt petita, Ulayya fou criada pel seu germà consanguini Harun ar-Raixid.
Ulayya era una princesa i, com el seu germà patern, Ibrahim ibn al-Mahdí, fou una notable poeta i compositora. Es creu que superava al seu germà en habilitats i que «tot i que no era l'única princesa que componia cançons i poemes, n'era la més dotada». Els seus poemes consten de peces curtes dissenyades per ser cantades en l'estil muhdath, tracten sobre l'amor, l'amistat i l'anhel de la casa, però també inclouen elogis al califa Harun i atacs als enemics.
Una font d'inspiració molt important per a Ulayya va ser el Kitab al-aghani d'Abu-l-Faraj al-Isbahaní. Aquesta i altres fonts retraten Ulayya com una dona que fàcilment podria viure en la cort, però que tendia a ser massa tímida com per dur a terme una prominent vida pública. Era immensament rica, tenia moltes esclaves; tingué molt bona relació amb els seus poderosos germans, malgrat que hi ha poca evidència de la seua devoció religiosa.:66–68, 74
Ulayya es casà amb un príncep abbàssida, però els seus poemes d'amor estaven dirigits a dos esclaus. Una de les seues anècdotes més conegudes fa referència a:
| «     | la seua relació amb un membre del servei del palau d'ar-Raixid, un khàdim anomenat Tal·l, a qui dedicava versos d'amor. Quan ar-Raixid li'n prohibí pronunciar el nom, ella seguí l'ordre al peu de la lletra, fins i tot evitant pronunciar una línia de la sura de la Vaca en què consta el terme tal·l. Quan el califa ho sabé, s'hi inclinà i li presentà el serf Tal·l com a regal. En aquest cas, la seua pietat esdevingué un mitjà per a obtenir una recompensa prou mundana. | » |
| — :77 | |   |

## Poesia
Un exemple de la poesia d'Ulayya:
| « | Retenia el nom del meu amor i me'l repetia per a mi. Oh, com desitge un espai buit per dir el nom que ame! | » |
| — | |   |

## Edicions
- al-Ṣūlī, Abū Bakr, Ash‘ār awlād al-khulafā' wa-akhbāruhum, ed. Per J. Heyworth Dunne, 3r. edn (Beirut: Dār al-Masīra, 1401/1982), pàgs. 64–76.